# Marta Angelat
Marta Angelat Grau (Barcelona, 1 de enero de 1953) es una actriz y directora de escena española, así como actriz de doblaje.  Hija del también actor y doblador José María Angelat. Es voz habitual de actrices como Emma Thompson, Joan Allen, Cher, Anjelica Huston, Geena Davis, Ellen Barkin, Patricia Clarkson, Linda Fiorentino, Allison Janney, Catherine Keener, Nastassja Kinski, Frances McDormand, Tatum O'Neal, Miranda Richardson, Olivia Newton-John o Mary Steenburgen.

## Trayectoria profesional
Actriz
- 1974. El criat de dos amos de Carlo Goldoni. Versión de Joan Oliver. Estrenada en el Teatre Espanyol de Barcelona.
- 1976. Mandarina mecánica. Espectáculo de cabaret estrenado en el Cal·líope de Barcelona.
- 2002. El Clavicèmbal de Dani Salgado. Estrenada en el Teatre Nacional de Cataluña. Dirección de Lourdes Barba.
- 2005. La cabra o qui és Sylvia? de Edward Albee. Dirección de Josep Maria Pou.

Actriz de TV
- 2011. Polseres vermelles. Dra. Andrade.

Directora
- 2004. La cinta de Stephen Belber. Estrenada en la Sala Muntaner de Barcelona.
- 2010. Històries d'un matrimoni y Sarabanda de Ingmar Bergman. Estrenada en el Teatre Nacional de Catalunya.

## Número de doblajes de actrices más conocidas
- Voz habitual de Anjelica Huston (en 22 películas).
- Voz habitual de Emma Thompson (en 13 películas).
- Voz habitual de Geena Davis (en 10 películas).
- Voz habitual de Cher (en 8 películas).
- Voz de Olivia Newton-John en  Grease y Xanadú.

## Premios y reconocimientos
- 2018 Premio Butaca Honorífica "Anna Lizaran"[4]